# Fator de Boltzmann
Em física, o fator de Boltzman é um fator de ponderação que determina a probabilidade relativa de um estado  {\displaystyle i}, num sistema com múltiplos estados em  equilíbrio termodinâmico a temperatura {\displaystyle T}.
{\displaystyle e^{-{\frac {E_{i}}{k_{B}\,T}}}}
Onde {\displaystyle k_{B}} é a constante de Boltzmann, e {\displaystyle E_{i}} é a energia do estado {\displaystyle i}. A relação das probabilidades dos estados é dada pela relação (quociente) de seus fatores de Boltzmann.
O fator de Boltzmann não é em si mesmo uma probabilidade, já que não está normalizada. Para normalizar o fator de Boltzmann e converter-lo numa probabilidade,  deve-se dividi-lo pela soma {\displaystyle Z} dos fatores de Boltzmann de todos os estados possíveis do sistema, o qual se denomina função de partição. Desta forma se obtem a distribuição de Boltzmann.
A partir do fator de Boltzmann é possível desenvolver a estatística de Maxwell-Boltzmann, a estatística de Bose-Einstein e a estatística de Fermi-Dirac que regem as partículas clássicas como também os bósons e férmions na mecânica quântica, respectivamente.